# 常替代弹性
常替代弹性（英語：constant elasticity of substitution，缩写为）是经济学中对生产函数或效用函数的一种假设，即两种（或多种）生产要素或消费品之间的替代弹性为常数。

## CES生产函数
CES生产函数由美国经济学家罗伯特·索洛提出：
{\displaystyle Q=F\cdot \left(a\cdot K^{r}+(1-a)\cdot L^{r}\right)^{\frac {1}{r}}}
其中
- {\displaystyle Q}表示产量
- {\displaystyle F}表示要素生产率
- {\displaystyle a}表示比例参数
- {\displaystyle K}、{\displaystyle L}表示生产要素（资本与劳力）的投入量
- {\displaystyle s={\frac {1}{(1-r)}}}表示替代弹性

当{\displaystyle r=1}时为完全替代生产函数，{\displaystyle r}趋向于0时为柯布-道格拉斯生产函数，{\displaystyle r}趋向于负无穷大时则为里昂惕夫生产函数（完全互补生产函数）。
如考虑{\displaystyle n}种生产要素，则有
{\displaystyle Q=F\cdot \left[\sum _{i=1}^{n}a_{i}X_{i}^{r}\ \right]^{\frac {1}{r}}}
其中比例参数{\displaystyle a_{i}}满足{\displaystyle \sum _{i}^{n}a_{i}=1}，{\displaystyle X_{i}}为第{\displaystyle i}种生产要素的投入量（{\displaystyle i=1,2,\dots ,n}）。

## CES效用函数
在消费者理论中，假设有{\displaystyle n}种消费品{\displaystyle x_{i}}，基于CES假设的总消费{\displaystyle X}可表示为
{\displaystyle X=\left[\sum _{i=1}^{n}a_{i}^{\frac {1}{s}}x_{i}^{\frac {s-1}{s}}\ \right]^{\frac {s}{s-1}}.}
与上述CES生产函数相同，式中{\displaystyle a_{i}}为比例参数，{\displaystyle s}为替代弹性。当{\displaystyle s}趋向于无穷大时消费品之间为完全替代品，{\displaystyle s}趋向于0时则为完全互补品。